# دومینیک هورویتز
دومینیک هورویتز (لهستانی: Dominique Horwitz؛ زادهٔ ۲۳ آوریل ۱۹۵۷) بازیگر اهل فرانسه است.
از فیلم‌ها یا برنامه‌های تلویزیونی که وی در آن نقش داشته است، می‌توان به اعتصاب، استالینگراد، داویت، آنه فرانک: تمام داستان، شلیک به سگ‌ها اشاره کرد.